# 아나톨리아의 호랑이
아나톨리아의 호랑이(Anadolu Kaplanları)는 1980년대부터 인상적인 성장 기록을 나타내고 대체로 중소중견기업의 지위에서 성장한 수많은 기업이 탄생한 튀르키예의 수많은 도시이다.

## 목록
- 데니즐리 - 기업 수 29
- 가지안테프, 카이세리 - 기업 수 23
- 발리케시르 - 기업 수 15
- 코니아 - 기업 수 14
- 카흐라만마라시 - 기업 수 9
- 오르두 - 기업 수 7
- 삼순 - 기업 수 5
- 초룸 - 기업 수 8
- 트라브존, 우니에(Ünye) - 기업 수 4
- 퀴타히아, 니데 - 기업 수 3
- 아드야만, 아피온카라히사르, 창키리, 기레순, 이스파르타, 카라만, 말라티아 - 기업 수 2

## 같이 보기
- 중소기업
- 호랑이 경제
- 아시아의 다섯 마리 호랑이